# Krzysztof Materna
Krzysztof Jan Materna (ur. 28 października 1948 w Sosnowcu) – polski konferansjer, satyryk, aktor, reżyser i producent telewizyjny.

## Życiorys
Absolwent II Liceum Ogólnokształcącego im. E. Plater w Sosnowcu. Rozpoczynał karierę jako pracownik Zjednoczonych Przedsiębiorstw Rozrywkowych, był reżyserem oraz dyrektorem artystycznym koncertów na festiwalach opolskich i sopockich.
Współtwórca programów radiowych i telewizyjnych, m.in.: „Spotkanie z Balladą”, „60 minut na godzinę”. Pod koniec lat 80. i na początku 90. XX wieku wraz z Wojciechem Mannem tworzył duet telewizyjny realizując programy:
- w Telewizji Polskiej
  - Mądrej głowie
  - Za chwilę dalszy ciąg programu
  - MdM
  - MdM po godzinach
  - w 2005 powrócili do Telewizji Polskiej z programem MaMa
  - w 2007 prowadzili program Mc², czyli maszyna czasu Manna i Materny
- w TV Puls
  - M kwadrat

Wspólnie z Mannem zajął 1. miejsce w ankiecie „Polityki” na najważniejsze osobowości telewizyjne. Jest miłośnikiem gry w golfa, tenisa i piłki nożnej. Kolekcjonuje sztukę współczesną.
Jest współpracownikiem Internetowego Radia Baobab, gdzie prowadzi cykl audycji Z pamięci Krzysztofa Materny oraz wspólnie z Wojciechem Mannem Między nami-dziadami i O radiach i magnetofonach.
Został członkiem honorowego komitetu poparcia Bronisława Komorowskiego przed przyspieszonymi wyborami prezydenckimi 2010 oraz przed wyborami prezydenckimi w Polsce w 2015 roku.
Od września 2012 do czerwca 2014 razem z Grzegorzem Markowskim prowadził czwartkową audycję „Daję słowo” w Radiowej Jedynce. W latach 2012–2022 był felietonistą tygodnika „Newsweek Polska”.
Jest członkiem rady nadzorczej klubu siatkówki kobiet Impel Wrocław.
Od 2020 r. dyrektor artystyczny Teatru Bagatela w Krakowie.
Od lipca 2020 r. jest współprowadzącym audycji „Strumień Zdumień” nadawanej w Radiu Nowy Świat.
Od października 2023 r. razem w Wojciechem Mannem współprowadzi podcast „Dziady z szuflady”.

## Życie prywatne
Był trzykrotnie żonaty. W latach 70. ożenił się z Elżbietą Śmiarowską. Z trzecią żoną, Magdaleną (ur. 1969), ma syna Michała (ur. 30 lipca 1992) i córkę Matyldę (ur. 1997). Ma również nieślubnego syna, Jacka Bazana (ur. 1968), który jest dziennikarzem śledczym i o którego istnieniu dowiedział się w 2017. Teść Alicji Pyszki-Bazan.

## Odznaczenia
20 maja 2009 r. z rąk ministra kultury i dziedzictwa narodowego Bogdana Zdrojewskiego odebrał Srebrny Medal „Zasłużony Kulturze Gloria Artis”. W 2018 r. został odznaczony Srebrną Odznaką Honorową Wrocławia. W styczniu 2024 r. otrzymał tytuł Honorowego Obywatela Sosnowca.

## Filmografia
- 1968 Stawka większa niż życie, serial telewizyjny, epizod, rola partyzanta w odcinku W imieniu Rzeczypospolitej
- 1977 Czterdziestolatek, serial telewizyjny, epizod, rola sąsiada w odcinku Z dala od ludzi, czyli coś swojego
- 1984 To tylko Rock, prezenter na festiwalu
- 1984 Ceremonia pogrzebowa, dziennikarz przeprowadzający wywiad z profesorem
- 1993 Czterdziestolatek 20 lat później, serial telewizyjny – Józef, sekretarz Gerarda
- 1993 Uprowadzenie Agaty, rola psychiatry
- 1994 Bank nie z tej ziemi, Montecki (odc. 10)
- 1998 Złoto dezerterów
- 1998 Ekstradycja 3
- 2000 Świąteczna przygoda, rola policjanta
- 2009 Zamiana, rola księdza proboszcza
- 2010 Milion dolarów, dyrektor banku
- 2018 Juliusz, organizator

### Polski dubbing
- 2007 Shrek Trzeci, jako Mabel, przyrodnia siostra Kopciuszka
- 2010 Shrek Forever, jako Mabel, przyrodnia siostra Kopciuszka